# Campionati europei di ginnastica artistica femminile 2012 - Trave
La finale ad attrezzo alla trave dei 29° Campionati Europei si è svolta nella Brussels Expo dell'Atomium di Bruxelles, Belgio, il 13 maggio 2012.

## Vincitrici
| Oro                    | Argento                 | Bronzo                    |
| Cătălina Ponor Romania | Larisa Iordache Romania | Hannah Whelan Regno Unito |

## Qualificazioni
| Pos. | Ginnasta            | Totale | Qual. |
| ---- | ------------------- | ------ | ----- |
| 1    | Larisa Iordache     | 15.733 | Q     |
| 2    | Cătălina Ponor      | 15.633 | Q     |
| 3    | Viktorija Komova    | 14.916 | Q     |
| 4    | Diana Bulimar       | 14.900 | —     |
| 5    | Hannah Whelan       | 14.900 | Q     |
| 6    | Anastasija Grišina  | 14.833 | Q     |
| 7    | Vasilikī Millousī   | 14.633 | Q     |
| 8    | Youna Defournet     | 14.566 | Q     |
| 9    | Valeriia Maksiuta   | 14.533 | Q     |
| 10   | Carlotta Ferlito    | 14.466 | R1    |
| 11   | Gaelle Mys          | 14.433 | R2    |
| 12   | Anastasija Sidorova | 14.400 | —     |
| 13   | Celine van Gerner   | 14.233 | R3    |

## Classifica
| Rank    | Gymnast            | D Score | E Score | Pen. | Total  |
| ------- | ------------------ | ------- | ------- | ---- | ------ |
| Oro     | Cătălina Ponor     | 6.4     | 8.800   | —    | 15.200 |
| Argento | Larisa Iordache    | 6.4     | 8.733   | —    | 15.133 |
| Bronzo  | Hannah Whelan      | 6.0     | 8.333   | —    | 14.333 |
| 4       | Anastasija Grišina | 6.3     | 7.766   | —    | 14.066 |
| 5       | Youna Defournet    | 5.8     | 7.566   | —    | 13.366 |
| 6       | Viktorija Komova   | 5.8     | 7.300   | —    | 13.100 |
| 7       | Vasilikī Millousī  | 6.1     | 6.800   | —    | 12.900 |
| 8       | Valeriia Maksiuta  | 5.8     | 6.266   | —    | 12.066 |